# Елмајра Хајтс (Њујорк)
Елмајра Хајтс (енгл. Elmira Heights) град је у америчкој савезној држави Њујорк.

## Демографија
По попису из 2010. године број становника је 4.097, што је 73 (-1,8%) становника мање него 2000. године.
| Група             | 2000.         | 2010.         |
| Белци             | 4.024 (96,5%) | 3.825 (93,4%) |
| Афроамериканци    | 43 (1,0%)     | 86 (2,1%)     |
| Азијати           | 21 (0,5%)     | 40 (1,0%)     |
| Хиспаноамериканци | 33 (0,8%)     | 56 (1,4%)     |
| Укупно            | 4.170         | 4.097         |